# دماراتوس
دماراتوس یا دماراتُس (به یونانی: Δημάρατος)، از حدود ۵۱۵ سال قبل از میلاد تا ۴۹۱ قبل از میلاد، پانزدهم یوروپونتیدس، پادشاه اسپارتا، جانشین پدرش آریستون بود. وی به عنوان پادشاه، عمدتاً به دلیل مخالفت با پادشاه مشترک اسپارت، کلئومنس اول، شناخته می‌شود. وی بعداً به شاهنشاهی هخامنشی گریخت و در آنجا به وی پناهندگی و زمین داده شد و در حمله دوم پارس به یونان در سمت پارسیان جنگید. کلئومنس به پیشگوی دلفی رشوه داد تا بگوید دماراتوس پسر مشروع پدرش، پادشاه آریستون نیست تا او را به تبعید بفرستند و از اینکه سلطنت خود را از دست داده شرمنده شود.

## زندگی‌نامه
هنگامی که کلئومنس تلاش کرد تا ایساگوراس را در آتن مستبد کند، دماراتوس تلاش ناموفقی کرد تا برنامه‌های خود را ناکام بگذارد. در سال ۴۹۱ قبل از میلاد، اژینا یکی از ایالت‌هایی بود که نمادهای تسلیم (زمین و آب) را به پارس داد. آتن بلافاصله برای مجازات این به اسپارتا متوسل شد تا این عمل مادگرایی را مجازات کند و کلئومنس اول برای دستگیری عاملان به جزیره اژینا رفت. اولین تلاش او به دلیل دخالت دماراتوس که تمام تلاش خود را به کار برد تا کلئومنس را در وطن بدبین کند، بی‌نتیجه ماند.
به تلافی آن، کلئومنس از لئوتیدیداس، دشمن نسبی و شخصی دماراتوس خواست که تاج و تخت را به این دلیل که دماراتوس در حقیقت پسر آریستون نبود، بلکه از آگتوس، شوهر اول مادرش بود ادعا کند. کلئومنس به غیبگوی نیایشگاه دلفی رشوه داد تا به نفع لئوتیچیدس، به‌طور رسمی وی را پادشاه اعلام کند که در ۴۹۱ سال قبل از میلاد پادشاه شد.
پس از برکناری دماراتوس، کلئومنس به همراه همکار جدیدش لئوتیچیدس برای بار دوم به جزیره اژینا سفر کرد، ده نفر از شهروندان برجسته را توقیف کرد و آنها را به عنوان گروگان در آتن گرفت.

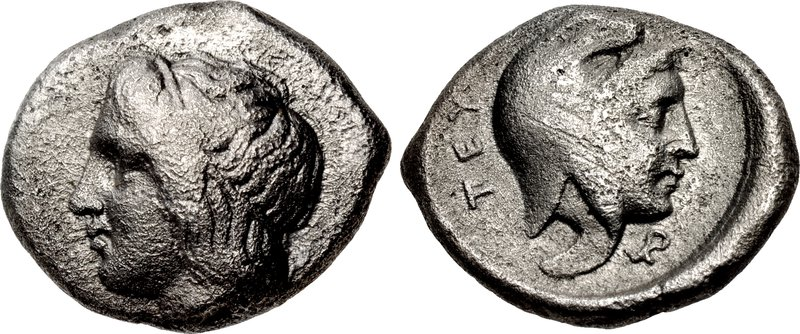
حاکم مشترک اوریستنس، به عنوان سلسله تِئوثرانیا و هالیسارنا حدود ۴۰۰–۳۹۹ قبل از میلاد. پرتره پروکلس با کلاه ایرانی، تئوثرانیا، میسیا.
سر برجسته آپولو سمت چپ / سر پروکلس سمت راست، با استفاده

در زمان سلب مسئولیت او، دماراتوس مجبور به فرار شد. او به دربار پادشاه ایرانی خشایارشا اول رفت و خشایار شاه شهرهای تئوثرانیا و هالیسارنا را در اطراف پرگامون، جایی که فرزندان او اوریستن و پروکلس هنوز در آغاز قرن ۴ قبل از میلاد حکمرانی می‌کردند، به او داد.
وی در حمله خود به یونان در ۴۸۰ پیش از میلاد خشایارشا را همراهی کرد و ادعا می‌شود که خشایارشا را هشدار داده بود که قبل از نبرد ترموپیل اسپارتی‌ها را دست کم نگیرید:
'در مورد اسپارتایی‌ها نیز همین‌طور است. یکی در برابر یکی، آنها به خوبی هر کس در دنیا هستند. اما وقتی آنها در تن مبارزه می‌کنند، از همه بهتر هستند. زیرا اگرچه آنها مرد آزاده ای هستند، اما کاملاً آزاد نیستند. آنها قانون را به عنوان استاد خود می‌پذیرند؛ و آنها بیشتر از این که استاد شما به شما احترام بگذارند به این استاد احترام می‌گذارند. هرچه او امر کند، آنها انجام می‌دهند؛ و فرمان او هرگز تغییر نمی‌کند: آنها را از فرار در جنگ منع می‌کند. او از آنها می‌خواهد که محکم بایستند - برای تسخیر یا مردن. ای پادشاه، اگر به نظر می‌رسد احمقانه صحبت می‌کنم، از این زمان راضی هستم که سکوت کنم. من فقط الان صحبت کردم چون تو به من امر کردی امیدوارم همه چیز مطابق خواسته شما رقم بخورد.'
- تاریخ هردوت (ترجمه G. Rawlinson)
خشایارشا اول همچنین از دماراتوس در مورد دانش وی از یونانیان و اینکه آیا آنها نبردی علیه ارتش پارس می‌کنند، پرسیدند. در پاسخ، دماراتوس حتی پس از برکناری و تبعید از اسپارتا دربارهٔ یونانیان مطلوب صحبت می‌کند:
'بنابراین دماراتوس گفت، "اعلیحضرت، شما از من خواسته‌اید که تمام حقیقت را بگویم - نوعی حقیقت که بعداً نمی‌توانید دروغ بودن آن را ثابت کنید. هرگز زمانی نبوده‌است که فقر عاملی برای تربیت یونانی‌ها نباشد، بلکه شجاعت آنها در نتیجه اطلاعات و نیروی قانون به دست آمده‌است. یونان برای جلوگیری از فقر و استبداد به این شجاعت اعتماد کرده‌است. من همه یونانیانی را که در آن سرزمین‌های دوریان زندگی می‌کنند تحسین می‌کنم، اما آنچه را که باید بگویم فقط به لاسِدمونیان (اسپارت‌ها) محدود می‌کنم. اول، بنابراین، هیچ راهی وجود ندارد که آنها هرگز به پیشنهادهای شما گوش فرا دهند که برده داری را بر مردم یونان به ارمغان آورد. دوم، آنها مطمئناً در برابر شما مقاومت خواهند کرد، حتی اگر همه یونانیان دیگر به طرف شما بیایند. اگر در واقع فقط هزار نفر برای راهپیمایی علیه شما وجود داشته باشند (اگرچه ممکن است تعداد آنها کمتر باشد یا بیشتر باشد)، هزار نفر با شما مبارزه خواهند کرد. '
- تاریخ هرودوت (ترجمه رابین واتر فیلد)

#### تبعیدیان یونانی در امپراتوری هخامنشی
دماراتوس یکی از چندین اشراف یونانی بود که پس از وارونه سازی در وطن، به امپراتوری هخامنشی پناه بردند، معروف‌ترین آنها تمیستوکلس و گونگیلوس بود. به‌طور کلی، آنها پاداش سخاوتمندانه پادشاهان هخامنشی دریافت کرده و برای حمایت از آنها کمک‌های زمینی دریافت کردند و بر شهرهای مختلف آسیای صغیر حکومت کردند.